# Marcjanowo
Marcjanowo – część agromiasteczka Swatki na Białorusi, w obwodzie mińskim, w rejonie miadzielskim, w sielsowiecie Swatki. 
Dawniej kolonia.

## Historia
W czasach zaborów w granicach Imperium Rosyjskiego.
W dwudziestoleciu międzywojennym folwark a następnie kolonia leżała w Polsce, w województwie wileńskim, w powiecie duniłowickim (od 1926 postawskim), w gminie Miadzioł.
Według Powszechnego Spisu Ludności z 1921 roku zamieszkiwało tu 38 osób, 5 było wyznania rzymskokatolickiego, a 33 prawosławnego. Jednocześnie 6 mieszkańców zadeklarowało polską, a 32 białoruską przynależność narodową. Były tu 3 budynki mieszkalne. W 1931 w 12 domach zamieszkiwały 74 osoby.
Wierni należeli do parafii rzymskokatolickiej w m. Miadzioł i prawosławnej w Swatkach. Miejscowość podlegała pod Sąd Grodzki w Miadziole i Okręgowy w Wilnie; właściwy urząd pocztowy mieścił się w Miadziole.
W 1938 roku miejscowość należała do gromady Macki gminy Miadzioł.
Po agresji ZSRR na Polskę w 1939 roku wieś znalazła się w granicach BSRR. W latach 1941–1944 była pod okupacją niemiecką. Następnie leżała w BSRR. Od 1991 roku w Republice Białorusi.